# Segundo romance
| Críticas profissionais | Críticas profissionais |
| Avaliações da crítica  | Avaliações da crítica  |
| Fonte                  | Avaliação              |
| ---------------------- | ---------------------- |
| Allmusic               | [ 1 ]                  |
| Los Angeles Times      | [ 2 ]                  |

Segundo Romance é o 12º álbum de estúdio do cantor mexicano Luis Miguel, lançado em 1994. O álbum é o segundo da série Romance, em que o cantor interpreta somente canções do gênero bolero. Segundo Romance se tornou um dos álbuns mais vendidos do ano de 1994.

## Faixas
| N.º            | Título                  | Compositor(es)                | Duração |  |
| 1.             | "El Día Qué Me Quieras" | Carlos Gardel Alfredo le Pera | 3:59    |  |
| 2.             | "Sin Tí"                | Pepe Guízar                   | 3:03    |  |
| 3.             | "Somos Novios"          | Armando Manzanero             | 3:11    |  |
| 4.             | "La Media Vuelta"       | José Alfredo Jiménez          | 2:42    |  |
| 5.             | "Solamente una Vez"     | Agustín Lara                  | 2:58    |  |
| 6.             | "Todo y Nada"           | Vicente Garrido               | 3:38    |  |
| 7.             | "Historia de un Amor"   | Carlos Almarán                | 3:55    |  |
| 8.             | "Como Yo Te Amé"        | Manzanero                     | 3:30    |  |
| 9.             | "Nosotros"              | Pedro Junco                   | 4:00    |  |
| 10.            | "Yo Sé Que Volverás"    | Manzanero Luís Pérez Sabido   | 3:35    |  |
| 11.            | "Delirio"               | César Portillo de la Luz      | 4:34    |  |
| Duração total: | Duração total:          | Duração total:                | 38:57   |  |

## Singles
| #  | Título                  | EUA | LATIN POP | LATIN TROP | MEX REG |
| -- | ----------------------- | --- | --------- | ---------- | ------- |
| 1. | "Delirio"               | #16 | #6        | –          | –       |
| 2. | "Todo y Nada"           | #3  | #1        | –          | –       |
| 3. | "El Día Que Me Quieras" | #1  | #1        | –          | –       |
| 4. | "La Media Vuelta"       | #1  | #1        | #8         | #11     |

## Prêmios e indicações
Em 1995, Segundo Romance ganhou o Prêmio Lo Nuestro nas categorias "Melhor Álbum", "Melhor Vídeo" para a canção "La Media Vuelta" e "Melhor Artista Masculino" para Luis Miguel. No mesmo ano, o cantor ganhou o Grammy Awards de "Melhor Intérprete Masculino".

## Presença em Trilhas Sonoras

Trilha sonora internacional de "Tropicaliente", onde a canção "El Día Qué Me Quieras" esteve incluída em 1994.

Trilha sonora nacional da novela "Pecado Capital" de 1998/1999 que a canção "El Día Qué Me Quieras" esteve incluída.

A canção "El Día Qué Me Quieras" esteve incluída na trilha sonora internacional de duas novelas da Rede Globo. A primeira vez foi na trilha de "Tropicaliente" de Walther Negrão em 1994, e a segunda foi no remake de "Pecado Capital" de Gloria Perez, baseada na obra de Janete Clair, exibida entre 1998 e 1999.

## Charts
| Chart (1994)               | Posição |
| -------------------------- | ------- |
| Billboard 200              | 29      |
| Billboard Latin Pop Albums | 1       |
| Billboard Top Latin Albums | 1       |
| Chile (IFPI)               | 1       |

| Chart (1994)               | Posição |
| -------------------------- | ------- |
| Billboard Latin Pop Albums | 1       |
| Billboard Top Latin Albums | 2       |

## Vendas e certificações
| Região | Certificação | Vendas/distribuição |
| --- | ------------ | ------------------- |
| Argentina (CAPIF) | Diamante     | 500.000x            |
| Bolívia | 2x Platina   |                     |
| Brasil (ABPD) | Ouro         | 100.000*            |
| Chile (IFPI) | 6x Platina   | 150.000^            |
| Colômbia (ASINCOL) | 2x Platina   | 120.000x            |
| Equador (IFPI) | Platina      | 15.000x             |
| Espanha (PROMUSICAE) | 2x Platina   | 200.000^            |
| EUA (RIAA) | Platina      | 730.000             |
| México (AMPROFON) | 5x Platina   | 1.250.000^          |
| Paraguai (IFPI) | 3x Platina   | 30.000x             |
| Peru (IFPI) | 2x Platina   | 20.000x             |
| Uruguai (CUD) | 3x Platina   | 18.000x             |
| Venezuela (APFV) | 2x Platina   | 40.000x             |
| Resumos |              |                     |
| América Central | 3x Platina   |                     |
| *vendas baseadas apenas na certificação ^distribuições baseadas apenas na certificação xdistribuições não-especificadas baseadas apenas na certificação |              |                     |